# HipZip
HipZip Digital Audio Player je kapesní multimediální přehrávač společnosti Iomega. Jako média používá disky PocketZip a s počítačem komunikuje prostřednictvím USB rozhraní. Uveden na podzim roku 2000, v současnosti už není podporován.
Přehrává stereofonní audiosoubory se ztrátovou kompresí (formáty MP3 a WMA 7) a podporuje správu autorských práv DRM. Není možno jej použít pro záznam zvuku (jako diktafon). Potřebné údaje (ID3) zobrazuje na podsvíceném displeji. Má vestavěný ekvalizér s nastavitelnými alty a basy i regulátor hlasitosti. Energii čerpá ze zabudovaných nabíjecích Li-Ion baterií s uváděnou výdrží cca 12 hodin (reálně cca 11 h). Pracuje s přenosnými disky PocketZip, na které může ukládat nejen hudební, ale i datové soubory. Tělo přístroje je z plastu a existuje ve dvou barevných provedeních: kovově šedé (metallic gray [miˈtælik grei]) a modré.
Dodával se včetně koženkového pouzdra, pecek Koss, datového kabelu, nabíječky, 3 PocketZipů a dvou CD s ovladači, sadou nástrojů iomega tools (pro formátování a kopírování) a programy Windows Media Player 7 a MusicMatch Jukebox Plus.

## PocketZip[pozn. 3]
Je v ocelovém pouzdru uložený magnetický disk (příbuzný ZIP disku od téhož výrobce). Oproti kompaktnímu disku má čtvrtinové rozměry. Jeho udávaná kapacita je 40 MiB, je rozměrově menší a odolnější než ZIP disk.

## Přenos dat
Z hlediska operačního systému připojeného počítače se HipZip hlásí jako výměnný disk (USB Mass Storage). Jeho přenosová rychlost je 461 KiB/s (zápis) a 476 KiB/s (čtení). Přístupová doba činí 37,1 ms. Naplnění celého disku trvá 86 s.